# 捐助 (小品)
《捐助》是中国大陆著名小品演员赵本山等在中央电视台2010年春节联欢晚会上表演的小品。

## 创作团队
- 编剧 尹琪、何庆魁
- 导演 高大宽
- 表演 赵本山、王小利、小沈阳、孙立荣、于洋

## 反应

### 正面
较多观众认为小品《捐助》演示生活的真实，揭示中国社会现实。弱势群体得不到基本权利保障，教育产业化导致大学学费给农村家庭的考生带来沉重的生活压力。而社会所宣传的‘先富带动后富’仍然是一纸空谈，而朴素的农民却上演了‘穷帮穷’的温馨一幕。
最终小品《捐助》仍然获得春晚语言类节目一等奖。

### 负面
植入广告：小品台词和道具设计中被生硬地植入广告，这遭到了众多观众的质疑。有报道称，该小品植入广告费用超过1500万，赵本山和央视将对半分，但赵本山经纪人表示，所有广告费均为央视所得。